# Sphère pédonculée
Dans une cellule vivante, les sphères pédonculées sont des structures qui contiennent l'atp synthétase qui est une enzyme permettant la synthèse de l'atp (la phosphorylation de l'ADP en ATP). Elles se situent au niveau des crêtes mitochondriales plus précisément au niveau de la membrane mitochondriale interne. 